# قوزلوی سفلی
قوزلوی سفلی روستایی از توابع بخش خلیفان در شهرستان مهاباد است که در استان آذربایجان غربی ایران قرار دارد.

## جمعیت
این روستا در دهستان کانی‌بازار واقع شده و براساس سرشماری سال ۱۳۸۵، جمعیت آن ۳۴۶ نفر (۴۹ خانوار) بوده‌است.